# Auriga

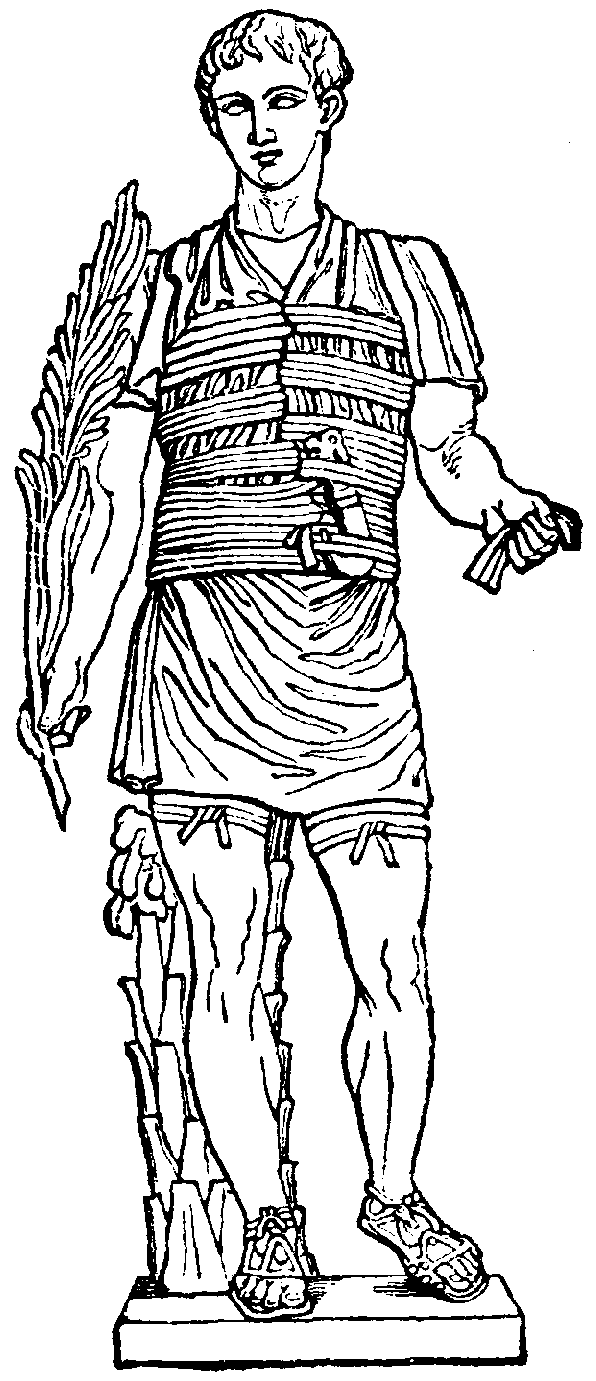
Auriga com o prémio da vitória na mão

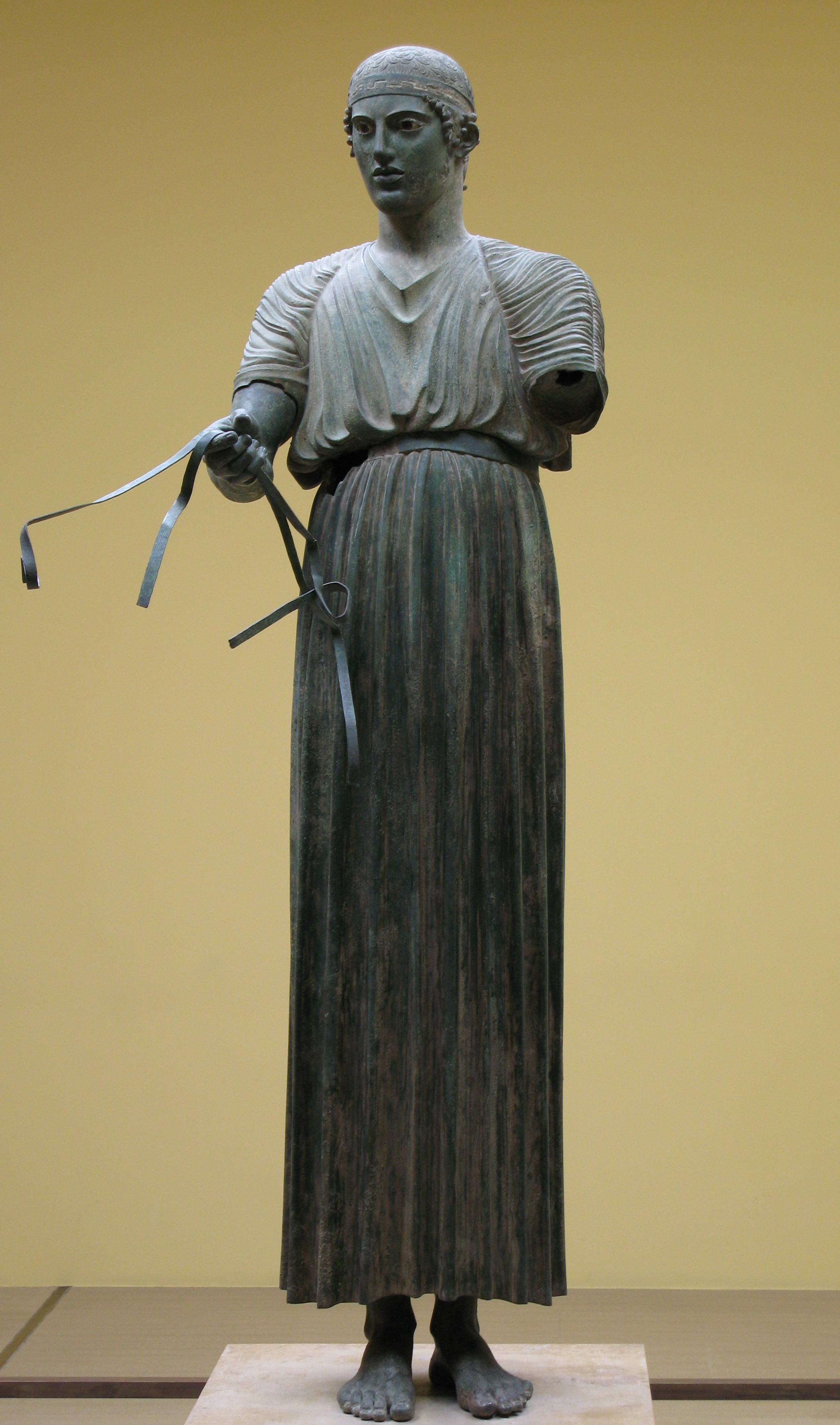
Auriga de Delfos

Auriga, no contexto da antiguidade clássica, refere-se a um condutor de um carro de guerra que tem como ofício guiar as cavalarias que puxam a quadriga. Na Roma Antiga, os aurigas conduziam os carros no circo, durante as corridas de bigas.[carece de fontes?] Ao cocheiro mais experiente que pode conduzir a quadriga é-lhe atribuído o título de agitator.
No transporte de alguns dos mais influentes romanos, principalmente comandantes militares, os aurigas tinham o dever de dirigir a biga, e eram normalmente escolhidos entre os escravos que possuíam maior confiança. Mais tarde, nas corridas de bigas os nobres do estado começam a participar nas competições.[carece de fontes?]
É geralmente retratado vestido com uma túnica curta, a cabeça normalmente protegida por um capacete de couro, um pequeno chicote seguro na sua mão e guias em torno da cintura e atadas atrás das costas (técnica etrusca readoptada pelos romanos) para evitar que se soltem, fazendo uso de um colete de proteção feito de tiras de couro que protegem o peito contra a fricção das rédeas.
O mais famoso de todos é Auriga de Delfos, uma estátua de bronze descoberta no santuário de Delfos em finais do século XIX, preservada no Museu Arqueológico de Delfos. Esta constitui uma peça honorífica de um condutor de uma quadriga vencedor nos Jogos Píticos de 478 a.C. Os olhos estão incrustados com pedras coloridas e esmalte.[carece de fontes?]
Caio Apuleio Diocles (104-146) é um dos mais conhecidos aurigas da antiguidade. No fim da sua brilhante carreira que durou 24 anos, segundo uma inscrição dedicada a Diocles, são-lhe atribuídas 4257 corridas e 1426 vitórias; com isto, recebeu o título de melhor auriga da história. Os seus lucros financeiros eram tais que se tornou mais rico do que o próprio imperador e segundo estudos clássicos da Universidade da Pensilvânia, continua a ser o atleta mais bem pago de todos os tempos. 